# Alexandra Hannoverská (1999)
Princezna Alexandra Hannoverská (Alexandra Charlotte Ulrike Maryam Virginia; * 20. července 1999 Vöcklabruck) je monacká krasobruslařka a čtvrté dítě princezny Caroline Monacké a třetí hannoverského prince Arnošta Augusta.

## Mládí a rodina
Narodila se 20. července 1999 ve Vöcklabrucku v Horních Rakousech. Pokřtěná byla 19. září 1999 Horstem Hirschlerem, Landesbischofem hannoverské evangelicko-luteránské církve, při obřadu v loveckém zámečku Auerbach jejího otce nedaleko Grünau im Almtal v Horních Rakousech. Jejími kmotry jsou její teta z otcovy strany, leiningenská kněžna Alexandra, nevlastní sestra z matčiny strany Charlotte Casiraghiová, Ulrike Ulmschneiderová, Maryam Sachsová, Virginia Gallicová, George Condo a Eric Maier. Byla pojmenována po každé ze svých kmoter.
Z bývalých manželství svých rodičů má nevlastní sourozence. Z předchozího manželství svého otce má dva nevlastní bratry, dědičného prince Ernsta Augusta a prince Christiana Hannoverského. Z předchozího manželství své matky má dva nevlastní bratry, Andrea a Pierre Casiraghi, a jednu nevlastní sestru, Charlotte Casiraghiovou. Její strýc z matčiny strany, Albert II., je monackým panovníkem. Je vnučkou americké herečky Grace Kellyové. Ze strany svého otce je potomkem královny Viktorie Britské, německého císaře Viléma II. a krále Kristiána IX. Dánského. Její otec je také bratrancem královny Sofie Španělské a krále Konstantina II. Řeckého.
Alexandra je jediná ze čtyř dětí princezny Caroline, která nese nějaké královské oslovení nebo titul. I když je v Monaku formálně oslovována jako Její královská Výsost princezna Alexandra Hannoverská, jinde je jí tento titul poskytnut pouze zdvořilostně. Je třináctá v linii následnictví monackého trůnu. Skrz svého otce byla v linii následnictví britského trůnu, dokud nebyla v roce 2018 přijata do katolické církve.

## Kariéra v krasobruslení
Alexandra začala bruslit, když jí bylo deset let poté, co jako vánoční dárek dostala brusle. Když jí bylo 11 let, soutěžila na soutěži ve francouzském Toulonu. Ve věku 12 let soutěžila ve třídě „Skate 7“ na 10. šampionátu v krasobruslení v Monaku a skončila na druhém místě. Získala pohár monacké federace bruslení. 
Alexandra reprezentovala Monako v krasobruslení na Evropském olympijském festivalu mládeže 2015 v Rakousku a na dvou soutěžních akcích během sezóny 2015–16 na ISU Junior Grand Prix.

### Kariérní výsledky
JGP: Junior Grand Prix

### Programy
| Sezóna    | Krátký program                  | Volná jízda                        |
| --------- | ------------------------------- | ---------------------------------- |
| 2015–2016 | Moon River od Henryho Manciniho | My Fair Lady od Fredericka Loeweho |

### Soutěžení
| Mezinárodní: junior | Mezinárodní: junior | Mezinárodní: junior |
| Událost             | 14–15               | 15–16               |
| ------------------- | ------------------- | ------------------- |
| JGP Španělsko       |                     | 33.                 |
| JGP Rakousko        |                     | 35.                 |
| EYOF                | 29.                 |                     |

### Podrobné výsledky
| Sezóna 2015–16     | Sezóna 2015–16     | Sezóna 2015–16 | Sezóna 2015–16 | Sezóna 2015–16 | Sezóna 2015–16 |
| Datum              | Událost            | Úroveň         | KP             | VJ             | Celkem         |
| ------------------ | ------------------ | -------------- | -------------- | -------------- | -------------- |
| 1.–4. října 2015   | 2015 JGP Španělsko | Junior         | 34 12,86       | 33 29,78       | 33 42,64       |
| 9.–13. září 2015   | 2015 JGP Rakousko  | Junior         | 35 14,02       | 35 30,53       | 35 44,55       |
| Sezóna 2014–15     |                    |                |                |                |                |
| Datum              | Událost            | Úroveň         | KP             | VJ             | Celkem         |
| 26.–28. ledna 2015 | 2015 EYOF          | Junior         | 29 11,72       | – –            | 29 11,72       |

## Osobní život
Když bylo Alexandře 11 let, publikoval německý zábavní časopis Freizeit Revue článek a fotografie, na kterých soutěžila na krasobruslařské soutěži ve Francii. Článek se také zabýval matčiným milostným životem a dalšími osobními záležitostmi. Alexandra žalovala časopis, který případ předal německému spolkovému soudnímu dvoru.
V březnu 2015 se poprvé zúčastnila monackého Růžového plesu. Avšak až na ples roku 2016 vstoupila na akci se svou rodinou, čímž si získala pozornost tisku.
V říjnu 2018 konvertovala ke katolicismu, čímž se vzdala svého vzdáleného místa v linii následnictví britského trůnu.

## Vývod z předků
|                       |                                                         |  |                              |                                                         |  |  |  |  |  |  |  | Arnošt August Hannoverský |
|                       |                                                         |  |                              |                                                         |  |  |  |  |  |  |  |                           |
|                       | Arnošt August Brunšvický                                |  |                              |                                                         |  |  |  |  |  |  |  |                           |
|                       |                                                         |  |                              |                                                         |  |  |  |  |  |  |  |                           |
|                       |                                                         |  |                              | Thyra Dánská                                            |  |  |  |  |  |  |  |                           |
|                       |                                                         |  |                              |                                                         |  |  |  |  |  |  |  |                           |
|                       | Arnošt August Hannoverský                               |  |                              |                                                         |  |  |  |  |  |  |  |                           |
|                       |                                                         |  |                              |                                                         |  |  |  |  |  |  |  |                           |
|                       |                                                         |  |                              | Vilém II. Pruský                                        |  |  |  |  |  |  |  |                           |
|                       |                                                         |  |                              |                                                         |  |  |  |  |  |  |  |                           |
|                       | Viktorie Luisa Pruská                                   |  |                              |                                                         |  |  |  |  |  |  |  |                           |
|                       |                                                         |  |                              |                                                         |  |  |  |  |  |  |  |                           |
|                       |                                                         |  |                              | Augusta Viktorie Šlesvicko-Holštýnská                   |  |  |  |  |  |  |  |                           |
|                       |                                                         |  |                              |                                                         |  |  |  |  |  |  |  |                           |
|                       | Arnošt Augustus Hannoverský                             |  |                              |                                                         |  |  |  |  |  |  |  |                           |
|                       |                                                         |  |                              |                                                         |  |  |  |  |  |  |  |                           |
|                       |                                                         |  |                              | Fridrich Šlesvicko-Holštýnsko-Sonderbursko-Glücksburský |  |  |  |  |  |  |  |                           |
|                       |                                                         |  |                              |                                                         |  |  |  |  |  |  |  |                           |
|                       | Albrecht Šlesvicko-Holštýnsko-Sonderbursko-Glücksburský |  |                              |                                                         |  |  |  |  |  |  |  |                           |
|                       |                                                         |  |                              |                                                         |  |  |  |  |  |  |  |                           |
|                       |                                                         |  |                              | Adléta ze Schaumburg-Lippe                              |  |  |  |  |  |  |  |                           |
|                       |                                                         |  |                              |                                                         |  |  |  |  |  |  |  |                           |
|                       | Ortrud Šlesvicko-Holštýnsko-Sonderbursko-Glücksburská   |  |                              |                                                         |  |  |  |  |  |  |  |                           |
|                       |                                                         |  |                              |                                                         |  |  |  |  |  |  |  |                           |
|                       |                                                         |  |                              | Bruno Kazimír Isenbursko-Büdingenský                    |  |  |  |  |  |  |  |                           |
|                       |                                                         |  |                              |                                                         |  |  |  |  |  |  |  |                           |
|                       | Herta Isenbursko-Büdingenská                            |  |                              |                                                         |  |  |  |  |  |  |  |                           |
|                       |                                                         |  |                              |                                                         |  |  |  |  |  |  |  |                           |
|                       |                                                         |  |                              | Berta z Castell-Rüdenhausenu                            |  |  |  |  |  |  |  |                           |
|                       |                                                         |  |                              |                                                         |  |  |  |  |  |  |  |                           |
| Alexandra Hannoverská |                                                         |  |                              |                                                         |  |  |  |  |  |  |  |                           |
|                       |                                                         |  |                              |                                                         |  |  |  |  |  |  |  |                           |
|                       |                                                         |  | Maxence Melchior de Polignac |                                                         |  |  |  |  |  |  |  |                           |
|                       |                                                         |  |                              |                                                         |  |  |  |  |  |  |  |                           |
|                       | Pierre de Polignac                                      |  |                              |                                                         |  |  |  |  |  |  |  |                           |
|                       |                                                         |  |                              |                                                         |  |  |  |  |  |  |  |                           |
|                       |                                                         |  |                              | Suzanne de La Torre y Mierová                           |  |  |  |  |  |  |  |                           |
|                       |                                                         |  |                              |                                                         |  |  |  |  |  |  |  |                           |
|                       | Rainier III.                                            |  |                              |                                                         |  |  |  |  |  |  |  |                           |
|                       |                                                         |  |                              |                                                         |  |  |  |  |  |  |  |                           |
|                       |                                                         |  |                              | Ludvík II. Monacký                                      |  |  |  |  |  |  |  |                           |
|                       |                                                         |  |                              |                                                         |  |  |  |  |  |  |  |                           |
|                       | Charlotte Monacká                                       |  |                              |                                                         |  |  |  |  |  |  |  |                           |
|                       |                                                         |  |                              |                                                         |  |  |  |  |  |  |  |                           |
|                       |                                                         |  |                              | Marie Juliette Louvetová                                |  |  |  |  |  |  |  |                           |
|                       |                                                         |  |                              |                                                         |  |  |  |  |  |  |  |                           |
|                       | Caroline Hannoverská                                    |  |                              |                                                         |  |  |  |  |  |  |  |                           |
|                       |                                                         |  |                              |                                                         |  |  |  |  |  |  |  |                           |
|                       |                                                         |  |                              | John Henry Kelly                                        |  |  |  |  |  |  |  |                           |
|                       |                                                         |  |                              |                                                         |  |  |  |  |  |  |  |                           |
|                       | John Brendan Kelly                                      |  |                              |                                                         |  |  |  |  |  |  |  |                           |
|                       |                                                         |  |                              |                                                         |  |  |  |  |  |  |  |                           |
|                       |                                                         |  |                              | Mary Costello                                           |  |  |  |  |  |  |  |                           |
|                       |                                                         |  |                              |                                                         |  |  |  |  |  |  |  |                           |
|                       | Grace Kellyová                                          |  |                              |                                                         |  |  |  |  |  |  |  |                           |
|                       |                                                         |  |                              |                                                         |  |  |  |  |  |  |  |                           |
|                       |                                                         |  |                              | Karl Maier                                              |  |  |  |  |  |  |  |                           |
|                       |                                                         |  |                              |                                                         |  |  |  |  |  |  |  |                           |
|                       | Margaret Majer                                          |  |                              |                                                         |  |  |  |  |  |  |  |                           |
|                       |                                                         |  |                              |                                                         |  |  |  |  |  |  |  |                           |
|                       |                                                         |  |                              | Margaretha Berg                                         |  |  |  |  |  |  |  |                           |
|                       |                                                         |  |                              |                                                         |  |  |  |  |  |  |  |                           |